# Tunesischer Basketball-Pokal
Der Tunesische Basketball-Pokal ist der nationale Pokalwettbewerb im Basketball in Tunesien, der seit 1958 jährlich ausgetragen wird. Veranstaltet wird der Wettbewerb von der Fédération Tunisienne de Basket-Ball (FTBB).
Der Pokal wird im K.-o.-System ausgespielt. Teilnahmeberechtigt sind Mannschaften aus allen Spielklassen des tunesischen Basketballsystems. Der Wettbewerb gilt als zweitwichtigster Titel im tunesischen Basketball nach der Landesmeisterschaft.

## Liste der Pokalsieger
- 1959: Zitouna Sports
- 1960: Association sportive française
- 1961: Étoile Sportive de Radès
- 1962: Étoile Sportive de Radès
- 1963: Étoile Sportive de Radès
- 1964: Étoile Sportive de Radès
- 1965: Étoile Sportive de Radès
- 1966: Stade Nabeulien
- 1967: Zitouna Sports
- 1968: Étoile Sportive de Radès
- 1969: Zitouna Sports
- 1970: Étoile Sportive de Radès
- 1971: Étoile Sportive de Radès
- 1972: Étoile Sportive de Radès
- 1973: Stade Nabeulien
- 1974: Jeunesse Athlétique Bougatfa
- 1975: Club sportif des cheminots
- 1976: Club sportif des cheminots
- 1977: Espérance sportive de Tunis
- 1978: Espérance sportive de Tunis
- 1979: Espérance sportive de Tunis
- 1980: Stade Nabeulien
- 1981: Étoile Sportive du Sahel
- 1982: Club Africain
- 1983: Sfax Railways Sport
- 1984: Étoile olympique La Goulette Kram
- 1985: Ezzahra Sports
- 1986: Étoile olympique La Goulette Kram
- 1987: Espérance sportive de Tunis
- 1988: Ezzahra Sports
- 1989: Espérance sportive de Tunis
- 1990: Stade Nabeulien
- 1991: Ezzahra Sports
- 1992: Étoile olympique La Goulette Kram
- 1993: Stade Nabeulien
- 1994: Espérance sportive de Tunis
- 1995: Ezzahra Sports
- 1996: Stade Nabeulien
- 1997: Stade Nabeulien
- 1998: Ezzahra Sports
- 1999: Club Africain
- 2000: US Monastir
- 2001: Club Africain
- 2002: JS Kairouan
- 2003: Club Africain
- 2004: Stade Nabeulien
- 2005: JS Kairouan
- 2006: Dalia sportive de Grombalia
- 2007: Stade Nabeulien
- 2008: Stade Nabeulien
- 2009: Stade Nabeulien
- 2010: Stade Nabeulien
- 2011: Étoile Sportive du Sahel
- 2012: Étoile Sportive du Sahel
- 2013: Étoile Sportive du Sahel
- 2014: Club Africain
- 2015: Club Africain
- 2016: Étoile Sportive du Sahel
- 2017: Étoile Sportive de Radès
- 2018: Étoile Sportive de Radès
- 2019: Étoile Sportive de Radès
- 2020: US Monastir
- 2021: US Monastir
- 2022: US Monastir
- 2023: US Monastir
- 2024: Club Africain
- 2025: US Monastir

## Rekordsieger
| Verein                         | Stadt       | Titel | Jahre                                                                  |
| ------------------------------ | ----------- | ----- | ---------------------------------------------------------------------- |
| Stade Nabeulien                | Nabeul      | 12    | 1966, 1973, 1980, 1990, 1993, 1996, 1997, 2004, 2007, 2008, 2009, 2010 |
| Étoile Sportive de Radès       | Radès       | 12    | 1961, 1962, 1963, 1964, 1965, 1968, 1970, 1971, 1972, 2017, 2018, 2019 |
| Club Africain                  | Tunis       | 7     | 1982, 1999, 2001, 2003, 2014, 2015, 2024                               |
| US Monastir                    | Monastir    | 6     | 2000, 2020, 2021, 2022, 2023, 2025                                     |
| Espérance sportive de Tunis    | Tunis       | 6     | 1977, 1978, 1979, 1987, 1989, 1994                                     |
| Ezzahra Sports                 | Ezzahra     | 5     | 1985, 1988, 1991, 1995, 1998                                           |
| Étoile Sportive du Sahel       | Sousse      | 5     | 1981, 2011, 2012, 2013, 2016                                           |
| Étoile Sportive Goulettoise    | La Goulette | 3     | 1984, 1986, 1992                                                       |
| Zitouna Sports                 | Tunis       | 3     | 1959, 1967, 1969                                                       |
| JS Kairouan                    | Kairouan    | 2     | 2002, 2005                                                             |
| CS Cheminots                   | Tunis       | 2     | 1975, 1976                                                             |
| DS Grombalia                   | Grombalia   | 1     | 2006                                                                   |
| Sfax Railways Sports           | Sfax        | 1     | 1983                                                                   |
| Jeunesse Athlétique Bougatfa   | Tunis       | 1     | 1974                                                                   |
| Association sportive française | Tunis       | 1     | 1960                                                                   |